# SMS Friedrich der Große
Le SMS Friedrich der Große est un cuirassé de la Kaiserliche Marine (marine impériale allemande) appartenant à la classe Kaiser. Construit par la filiale de Hambourg du chantier naval AG Vulcan Stettin, il a été lancé le 10 juin 1911. Il est baptisé d'après le nom du roi de Prusse, Frédéric le Grand. 

## Construction

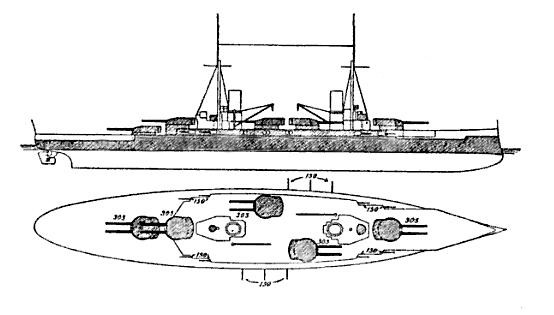
Diagramme de la classe Kaiser

Le SMS Friedrich der Große est commandé dans le cadre du contrat Ersatz Heimdall visant à remplacer le navire de défense côtière SMS Heimdall (en). Sa construction débute le 26 janvier 1910 aux chantiers navals AG Vulcan de Hambourg, le navire est lancé le 10 juin 1911, après quoi AG Vulcan réalise les premiers essais. Lors de la cérémonie de lancement la princesse Alexandra Victoria de Schleswig-Holstein-Sonderburg-Glücksburg procède au baptême et le baron Colmar von der Goltz prononce un discours. Il est transféré à Wilhelmshaven et commissionné dans la flotte le 15 octobre 1912. Suivent ensuite des essais en mer Baltique. Le navire est ensuite amené à Kiel pour les derniers travaux d'aménagement. Le 22 janvier 1913, le navire est admis au service actif. Il coute 45,802 millions de marks au gouvernement allemand. 
Il mesure 172,4 mètres de long pour un déplacement de 27 000 tonnes. D'une largeur de 29 mètres, son tirant d'eau est de 9,10 mètres à la proue et 8,80 mètres à la poupe. Il dispose de 16 chaudières au charbon alimentant trois turbines AEG Curtis. Lors des essais, il atteint une vitesse de 22,4 nœuds (41,5 km/h). Avec sa capacité de 3 600 tonnes de charbon, il peut parcourir 7 900 milles nautiques à une vitesse de 12 nœuds (22 km/h).
Le navire est armé avec une batterie principale de 10 canons de 30,5 cm répartis en cinq tourelles doubles.

## Histoire
Après sa mise en service en janvier 1913, le Friedrich der Große mène des essais en mer avant de devenir le navire amiral de la  Hochseeflotte le 2 mars, en remplacement du SMS Deutschland. Il participe à ses premières manœuvres avec la flotte en février 1913, menées dans le Cattégat et la mer du Nord. D'autres manœuvres sont menées le mois suivant (12 au 14 mars). Le navire retourne au port pour des travaux de maintenance en avril, et devient prêt pour les essais d'artillerie à la fin du mois. De grandes manœuvres sont de nouveau conduites en mer du Nord du 5 au 27 mai. Le navire rejoint ensuite Kiel pour la semaine de Kiel en juin. Lors de cet évènement nautique, il est visité par le souverain italien Victor-Emmanuel III et sa femme Hélène. À la mi-juillet, la flotte mène sa croisière estivale en Norvège, elle prend fin mi août. Au cours de cette croisière, le cuirassé visite Balholmen. Entre le 31 août et le 9 septembre de nouvelles manœuvres ont lieu. 
Début 1914, il participe à de nouveaux entrainements. Fin mars, des manœuvres sont menées en mer du Nord. D'autres manœuvres suivent en avril et en mai en mer Baltique et en mer du Nord. Le navire est de nouveau présent à la semaine de Kiel en juin. Malgré les tensions internationales croissantes qui suivent l'assassinat de l'archiduc François-Ferdinand le 28 juin, la Hochseeflotte (flotte de haute mer) entame sa croisière d'été en Norvège le 13 juillet. Durant la dernière croisière en temps de paix de la marine impériale, la flotte conduit des exercices au large de Skagen avant de se rendre dans des fjords en Norvège le 25 juillet. Le lendemain la flotte fait demi-tour vers l'Allemagne à la suite de l'ultimatum de l'Autriche-Hongrie sur la Serbie. Le 27 juillet, la flotte se rassemble devant le cap Skudenes avant de retourner au port, où elle est maintenue en mobilisation. La guerre est déclarée le lendemain entre l'Autriche-Hongrie et la Serbie. Les jours suivants, toutes les grandes puissances européennes rejoignent le conflit.

### Première guerre mondiale
La Hochseeflotte, dont le Friedrich der Grosse, conduit des patrouilles dans la Mer du Nord. La première a lieu du 2 au 3 novembre 1914, aucune force britannique n'est rencontrée. L'Admiral Friedrich von Ingenohl, le commandant de la Hochseeflotte, adopte une stratégie dans laquelle les croiseurs de bataille du premier groupe de reconnaissance du Konteradmiral Franz von Hipper mènent des bombardements sur des villes côtières du Royaume-Uni afin de maintenir une partie de la Grand Fleet loin de la Hochseeflotte. Le raid sur Scarborough, Hartlepool et Whitby les 15 et 16 décembre 1914 est la première opération de ce type. Dans la soirée du 15 décembre, la flotte de combat allemande composée d'une douzaine de dreadnoughts - dont le Friedrich der Grosse et ses quatre sisters ships - et huit pré-dreadnought arrivent à 10 milles nautiques d'une escadre isolée de six cuirassés britanniques. Les escarmouches entre les destroyers rivaux dans l'obscurité convainquent von Ingenohl qu'il est confronté à l'ensemble de la Grand Fleet. Sous les ordres du Kaiser Wilhelm II pour éviter de risquer inutilement la flotte, von Ingenohl interrompt l'engagement et ramène la flotte de combat vers l'Allemagne. 
Après la perte du SMS Blücher à la Bataille du Dogger Bank en janvier 1915, le Kaiser déchoit l'Admiral von Ingenohl de son commandement le 2 février. L'Admiral Hugo von Pohl le remplace. Ce dernier conduit une série de patrouilles en 1915 auxquelles le SMS Friedrich der Grosse prend part. Lors de la première d'entre elles, les 29 et 30 mars, la flotte navigue vers le nord jusqu'à Terschelling et revient sans incident. Une autre suit les 17 et 18 avril, au cours de cette opération le Friedrich der Grosse et le reste de la flotte couvre le second groupe de reconnaissance dans une opération de minage. Les 21 et 22 avril, la Hochseeflotte se dririge en direction de Dogger Bank mais ne trouve aucune force britannique. 
Le second groupe de reconnaissance réalise une autre opération de minage les 17 et 18 mai, le Friedrich der Grosse et le reste de la flotte participent au soutien de cette opération. Moins de deux semaines plus tard, les 29 et 30 mai, la flotte tente une patrouille en mer du Nord mais le mauvais temps oblige von Polh à renoncer à 50 milles nautiques de Schiermonnikoog. La flotte reste au port jusqu'au 10 aout, date à laquelle elle sort à Heligoland pour couvrir le retour du croiseur auxiliaire SMS Möwe. Un mois plus tard, les 11 et 12 septembre, la flotte couvre une nouvelle opération de minage dans le Swarte Bank. La dernière opération de l'année, les 23 et 24 octobre, est une patrouille sans résultat en direction des Horns Rev.
Le 11 janvier 1916, l'Admiral Reinhard Scheer remplace von Pohl, qui se retire souffrant d'un cancer du foie. Une semaine plus tard, le 18 janvier, Scheer hisse son drapeau sur le SMS Friedrich der Große. Scheer propose une politique plus agressive conçue pour forcer une confrontation avec la Grand Fleet britannique, il reçoit  l'approbation du Kaiser en février. La première de ses opérations est menée par Scheer le mois suivant, du 5 au 7 mars, avec une patrouille sans incident du Hoofden. Les 25 et 26 mars, Scheer tente d'attaquer les forces britanniques qui avaient attaqué Tønder, mais ne parvient pas à les localiser. Une autre patrouille a lieu les 21 et 22 avril au niveau des Horns Reef.
Le 24 avril, les croiseurs de bataille du groupe de reconnaissance de Von Hipper conduisent un raid sur la côte britannique. Le Friedrich der Grosse et le reste de la flotte naviguent à distance en support. Le SMS Seydlitz touche une mine en se dirigeant vers l'objectif et doit donc se retirer. Les autres croiseurs de bataille bombardent la ville de Lowestoft sans rencontrer de résistance. Durant l'approche vers Yarmouth, ils rencontrent les croiseurs de l'escadre Force de Harwich. Un court duel d'artillerie s'ensuit avant que les forces britanniques ne se retirent. La présence de sous-marins de la Royal Navy dans la zone déclenche le retrait du groupe de reconnaissance. Scheer est averti du départ de la Grand Fleet de Scapa Flow, il retire ses bateaux vers les eaux allemandes.

#### Bataille du Jutland
Peu de temps après le raid sur Lowestoft, Scheer planifie une nouvelle patrouille en mer du Nord. Initialement, il a l'intention de lancer l'opération mi-mai, date  à laquelle les dégâts sur le SMS Seydlitz seront réparés ; Scheer ne souhaite pas s'engager dans un raid majeur sans que ses forces de combat ne soient pleinement renforcées. Le 9 mai plusieurs cuirassés rencontrent des problèmes avec leurs moteurs, retardant l'opération au 23 mai. Le 22 mai, les réparations du Seydlitz ne sont toujours pas terminées ; reportant l'opération au 29 mai. Le 29 mai, les réparations du Seydlitz sont finalement achevées et le navire est réintégré au groupe de reconnaissance. Le plan prévoit que les croiseurs de bataille de Hipper fassent route vers le nord jusqu'au Skagerrak, avec l'intention d'attirer une partie de la flotte britannique afin qu'elle puisse être détruite par les cuirassés de Scheer en attente.
Le SMS Friedrich der Große est le huitième navire de la ligne allemande ; les 4 navires de la classe Konig forment la 5ème division, 3e escadre de bataille, ils mènent la ligne suivis par 4 navires de la classe Kaiser dans la 6ème division, 3e escadre de bataille. Le Friedrich der Große est le dernier bateau de sa division, directement le Prinzregent Luitpold et devant le Ostfriesland, le vaisseau amiral de la Division I du Vizeadmiral Schmidt de la Ire escadre. Les huit cuirassés de classe Helgoland et Nassau constituent l'escadron I suivis par les six anciens pré-dreadnoughts de l'escadron II du contre-amiral Franz Mauve. Les cinq croiseurs de bataille de Hipper, la force de reconnaissance de la flotte, quittent la baie de Jade à 02h00 le 31 mai ; Scheer et la Hochseeflotte suivent une heure et demie plus tard. 

### Fin
Il est coulé lors du sabordage de la flotte allemande à Scapa Flow le 21 juin 1919.